# Комотіні
Комоті́ні (грец. Κομοτηνή), інколи Гюмурджина (тур. Gümülcine, мак. Ѓумурџина, болг. Гюмюрджина) — місто на північному сході Греції за 795 км від Афін. Столиця ному Родопі та периферії Східна Македонія та Фракія. Поширене християнство і мусульманство.
Місто розташоване на висоті 32-38 метрів над рівнем моря в межах Фракійської рівнини поблизу передгір'їв Родопських гір за 795 км від Афін та 282 км від міста Салоніки. Найближчі аеропорти до Комотіні знаходяться в Александруполісі (65 км від Комотіні) та Кавалі — 110 км. У місті є залізнична та автобусна станції, що сполучають з усіма континентальними грецькими містами, а також зі Стамбулом. Нещодавно інфраструктуру міського формування доповнили новою автострадою Егнатія-Одос.

## Історія
Археологічні розкопки показали, що перші поселення на території Комотіні існували ще в епоху палеоліту. Близько 2 000 років до н.е область вже була населена стародавніми фракійцями. Протягом 7 століття до н. е. в область переселились колоністи з Центральної Греції та островів Егейського моря, що облашт увались вздовж узбережжя. У цей час були засновані поселення Марон, Дікея, Авдіра, Месімвіра та Енос, які поступово стали важливими комерційними центрами. Однак вплив способу життя колоністів на місцеву культуру був настільки значним, що це поступово сформувало загальну національно-культурну специфіку області Родопі.
В 4 столітті до н. е. Фракія була завойована військом Александра Македонського. Потім історія міста тісно переплітається із будівництвом та експлуатацією Віа Егнатія, що сполучила Константинополь з Адріатичним узбережжям. Римський імператор Феодосій Великий збудував маленьку фортецю в районі дороги, де вона перетинається з маршрутом, що веде на північ через Родопський хребет до Філіппополісу. У 12 столітті фортецю покинули. У 1207 році після зруйнування послення болгарським царем Калояном, мешканці Комотіні, що вціліли, знайшли прихисток у стінах покинутої фортеці.
Докладінше: Фортеця Комотіні
Іван Кантакузін у своїй праці «Хроніка Візантійської громадянської війни» початку 14 століття вперше згадує про місце, де нині розташоване сучасне місто Комотіні, називаючи його Кумутзіна. У 1372 році місто було захоплено османами під проводом Хаджи-Евренос-бея. З того часу у місті почали оселитися турки, євреї, вірмени та болгари. Власне Комотіні стало важливою сполучною ланкою між Константинополем і провінціями Османської імперії в Європі.
Під час Першої Балканської війни болгарське військо захопило місто, однак під натиском грецької армії під час Другої Балканської війни 14 липня 1913 року місто було повернено Греції. Втім за Бухарестським миром Комотіні поверталось Болгарії. Незважаючи на протести грецького населення, місто залишалося у складі Болгарії до кінця Першої світової війни. У 1913 році місто Комотіні короткий час виконувало функції столиці мусульманського державного утворення, що отримало назву Гюмюрджинська республіка. У 1919 році після Першої світової війни поряд з іншими районами Західної Фракії Комотіні стало частиною Грецької республіки.

## Населення
| Рік  | Місто  | Муніципалітет |
| ---- | ------ | ------------- |
| 1981 | 37,487 | 40,141        |
| 1991 | 37,036 | 45,934        |
| 2001 | 40,141 | 52,659        |
| 2010 |        | 61,501        |